# Tazzari Zero
De Tazzari Zero is een elektrische, door lithium-ion-accu's aangedreven, auto die gebouwd wordt door de Tazzari Group uit Imola (Italië). Het model werd in 2009 gelanceerd op het autosalon van Bologna.
De Zero is een miniklassewagen en heeft een geschat bereik van 140 kilometer in "economy" modus. De aandrijving gebeurt op de achterwielen met een elektrische motor van 15 kW. Het koppel is maximaal 150 Nm en de topsnelheid ligt rond de 100 km/u. De standaard laadduur is 9 uur. Om gewicht te besparen is aluminium gebruikt voor het chassis.
De afmetingen zijn:
- lengte: 2,88 m
- breedte: 1,56 m
- hoogte: 1,425 m
- gewicht zonder batterijen: 400 kg
- gewicht met batterijen: 542 kg
- er zijn twee bagageruimten van 150 resp. 30 liter.

## Tazzari Zero Speedster
In 2011 werd de Zero Speedster gelanceerd, een cabrioletversie van de Zero. Dit was een speciale serie van 150 stuks ter gelegenheid van het 150-jarige bestaan van Italië.